# Gene Saks
Gene Saks (nato Jean Michael Saks; Manhattan, 8 novembre 1921 – East Hampton, 28 marzo 2015) è stato un regista e attore statunitense.
Attivo sulle scene teatrali e sul grande schermo, vinse tre Tony Award.

## Biografia
Nato nella grande mela, durante la seconda guerra mondiale Saks studiò alla Cornell University e successivamente arte drammatica alla New School for Social Research.
A partire dai tardi anni quaranta cominciò una intensa collaborazione con lo scrittore teatrale Neil Simon, di cui diresse varie opere teatrali, tra cui:
- La strana coppia (The Odd Couple), 1965
- California Suite, 1976
- Jake's Women, 1982
- Biloxi Blues, 1985
- Broadway Bound, 1986

La strana coppia venne rappresentata dapprima in teatro, con Walter Matthau e Art Carney, successivamente al cinema con la coppia Matthau (confermato) e Jack Lemmon. 
Anche California Suite ebbe una trasposizione cinematografica, nel 1978, in cui recitarono attori come Jane Fonda, lo stesso Matthau, Maggie Smith e Michael Caine. 
Nel 1969 diresse una frizzante commedia, Fiore di cactus, con protagonista ancora Walter Matthau, Goldie Hawn (che vinse il premio Oscar come miglior attrice non protagonista) e Ingrid Bergman. Nel 1974 diresse Lucille Ball, la moglie Beatrice Arthur e Robert Preston nel musical Mame che fu un fiasco commerciale. Saks vinse il Tony Award tre volte: nel 1977 per I Love My Wife, nel 1983 per Brighton Beach Memoirs e nel 1985 con Biloxi Blues. Nel 1991 diresse una produzione italiana, il film Cin cin, con protagonisti Julie Andrews e Marcello Mastroianni. Nel 1998 fu regista di un episodio della serie Law & Order.

## Vita privata
Dal 1950 al 1978 fu sposato con l'attrice statunitense Bea Arthur, dalla quale ebbe due figli. Dal secondo matrimonio ebbe una figlia.

## Filmografia parziale

### Regista
- A piedi nudi nel parco (Barefoot in the Park) (1967)
- La strana coppia (The Odd Couple) (1968)
- Fiore di cactus (Cactus Flower) (1969)
- Amiamoci così, belle signore (Last of the Red Hot Lovers) (1972)
- Mame (1974)
- Ricordi di Brighton Beach (Brighton Beach Memoirs) (1986)
- Cin cin (A Fine Romance) (1991)

### Attore
- L'incredibile Murray - L'uomo che disse no (A Thousand Clowns), regia di Fred Coe (1965)
- Prigioniero della seconda strada (The Prisoner of Second Avenue), regia di Melvin Frank (1975)
- The One and Only, regia di Carl Reiner (1978)
- The Goodbye People, regia di Herb Gardner (1984)
- La vita a modo mio (Nobody's Fool), regia di Robert Benton (1994)
- Genio per amore (I.Q.), regia di Fred Schepisi (1994)
- Harry a pezzi (Deconstructing Harry), regia di Woody Allen (1998)
- Law & Order - I due volti della giustizia (Law & Order) – serie TV, un episodio (1998)

## Doppiatori italiani
Nelle versioni in italiano delle opere in cui ha recitato, Gene Saks è stato doppiato da:
- Nando Gazzolo in L'incredibile Murray - L'uomo che disse no, Prigioniero della seconda strada
- Dante Biagioni in La vita a modo mio, Law & Order - I due volti della giustizia
- Enzo Garinei in Genio per amore, Harry a pezzi